# Gerónima de Gutierrez
Gerónima de Gutierrez (Nueva España siglo XVI-ibidem), se desconoce las fechas exactas. Fue la primera mujer dedicada a la imprenta en la Nueva España. Fue heredera de la tradición de mujeres españolas viudas de impresores que continuaron con el legado de sus esposos. Esposa de Juan Pablos, primer impresor de la Nueva España. Llegaron a la Nueva España en 1539 y fundaron su empresa en la, ahora conocida como, Casa de la primera imprenta de América.

## Biografía
Poco se sabe de su vida en Europa, pero su nombre aparece en “el primer documento histórico de la tipografía en México” en el contrato que firmó Juan Pablos como representante de Juan Cromberger en 1539. Al morir Cromberger, Juan Pablos se independizó y el pie de imprenta lleva su nombre. Posteriormente al morir éste a mediados del siglo XVI, Gerónima, a pesar de estar obligada a “regir y servir la casa” participó en la empresa de la imprenta.
Aunque directamente no se encargó de la imprenta en “la Calle de las Campanas” de Juan Pablos, fue la primera viuda de impresor en la Nueva España y con ello “la primera mujer de la genealogía femenina relacionada con la historia de la tipografía de la Nueva España”.

## Legado
Tuvo una hija con Juan Pablos: María de Figueroa; quien se casó con Pedro Ocharte y juntos dieron comienzo a las relaciones entre impresores de la Nueva España.